# Walter A. Gordon

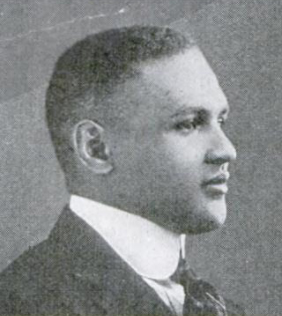
Walter Arthur Gordon (1918)

Walter Arthur Gordon (* 10. Oktober 1894 in Atlanta, Georgia; † 2. April 1976 in Berkeley, Kalifornien) war ein US-amerikanischer Jurist und Politiker. Zwischen 1955 und 1958 war er Gouverneur der Amerikanischen Jungferninseln.

## Werdegang
Im Jahr 1904 kam Walter Gordon mit seiner Familie nach Riverside in Kalifornien, wo er die Polytechnic High School besuchte. Nach einem anschließenden Jurastudium an der University of California in Berkeley und seiner Zulassung als Rechtsanwalt begann er ab 1922 in diesem Beruf zu arbeiten. Er war der erste Afroamerikaner, der an dieser Universität ein Juraexamen ablegte. Gordon war auch sportlich im Boxen, Ringen und vor allem im Football aktiv. Später war er in dieser Sportart Assistenztrainer und wurde in die College Football Hall of Fame aufgenommen. Außerdem arbeitete er für einige Zeit als Polizist in Berkeley. Bis 1930 arbeitete er gleichzeitig als Rechtsanwalt, Polizist und Footballtrainer. Dann gab er den Polizeiberuf auf. In den 1930er Jahren war er regionaler Präsident der NAACP in Berkeley. Während der sogenannten Zoot Suit Riots in Los Angeles im Jahr 1943 wurde er von Gouverneur Earl Warren zum Leiter einer Eingreiftruppe ernannt – mit der Aufgabe, die Gewalt zu beenden. Im selben Jahr gab er seinen Beruf als Trainer auf. Ebenfalls im Jahr 1943 wurde er Mitglied im Begnadigungsausschuss des Staates Kalifornien, den er neun Jahre lang leitete. Seine Anwaltstätigkeit gab er im Jahr 1944 auf.
Im Jahr 1955 wurde Walter Gordon von Präsident Dwight D. Eisenhower zum neuen Gouverneur der Jungferninseln ernannt. Dieses Amt übte er bis 1958 aus. Danach fungierte er dort zehn Jahre lang als Bezirksrichter am District Court of the Virgin Islands. Er starb am 2. April 1976 in Berkeley.